# Jambusari
Jambusari is een bestuurslaag in het regentschap Cilacap van de provincie Midden-Java, Indonesië. Jambusari telt 6432 inwoners (volkstelling 2010).